# Sportpark VV Sneek Wit Zwart
Sportpark VV Sneek Wit Zwart, voorheen: De Appelhof, is de accommodatie van VV Sneek Wit Zwart in de gemeente Súdwest-Fryslân.

## Historie
Op 12 september 1937 nam VV Sneek, na een jarenlange zwerftocht door de stad Sneek, het sportterrein aan de Lemmerweg in gebruik. De openingswedstrijd op 'De Appelhof' werd gespeeld tegen AFC uit Amsterdam.

## Huidige accommodatie
De naam "Appelhof" is niet meer, tegenwoordig heet het complex Sportpark VV Sneek Wit Zwart. Het oude hoofdveld is begin deze eeuw vervangen door een kunstgrasveld. Daarnaast is de oude kantine omgebouwd tot Sponsorhome en is in 1979 een nieuwe kantine annex tribune/bestuurskamer gebouwd. De ingang aan de Lemmerweg is gesloten en verplaatst naar de Molenkrite, aan de andere zijde van het park. Op het terrein bevinden zich momenteel:
- 3 speelvelden (1 hoofdveld, allen verlicht/2 kunstgrasvelden)
- 1 trainingsveld (verlicht)
- Kantine met bestuurskamer (cap.: 250 personen)
- Sponsorhome (voorheen: kantine)
- Overdekte tribune (cap.: 500 zitplaatsen)
- Sta-tribune

De totale toeschouwerscapaciteit ligt op dit moment rond de 4.500. De laatste keer dat een dergelijk aantal werd gehaald, was bij 'Foppe's Finale': de afscheidswedstrijd van Foppe de Haan als hoofdtrainer van sc Heerenveen.

## Verbouwing 2008-2011
In 2008 is begonnen met de verbouw van het sportpark. Door de aanleg van de nieuwe Ring A7 rondom Sneek zijn twee velden (waaronder het hoofdveld) verplaatst. Twee velden (waaronder het hoofdveld) zijn vervangen door kunstgrasvelden. Sinds 2010 werd gebouwd aan een uitbreiding van de tribune, kleedkamers en bestuurskamer. Deze verbouwing is in 2011 afgerond.

## Interlands
| # | Datum      | Wedstrijd                                      | Uitslag | Soort wedstrijd                      | Toeschouwers |
| - | ---------- | ---------------------------------------------- | ------- | ------------------------------------ | ------------ |
| 1 | 13/11/1979 | Nederlands amateurelftal – Bondsrep. Duitsland | 4 – 3   | Oefeninterland t.g.v. 75-jaar F.V.B. | 2.500        |